# 450 v. Chr.
Portal Geschichte | Portal Biografien | Aktuelle Ereignisse | Jahreskalender | Tagesartikel

◄ |
6. Jahrhundert v. Chr. |
5. Jahrhundert v. Chr. |
4. Jahrhundert v. Chr. |
►

◄ | 470er v. Chr. | 460er v. Chr. | 450er v. Chr. | 440er v. Chr. |
430er v. Chr. |
►

◄◄ | ◄ | 453 v. Chr. | 452 v. Chr. | 451 v. Chr. | 450 v. Chr. |
449 v. Chr. |
448 v. Chr. |
447 v. Chr. |
► |
►►

## Ereignisse

### Politik und Weltgeschehen

#### Mittelmeerraum

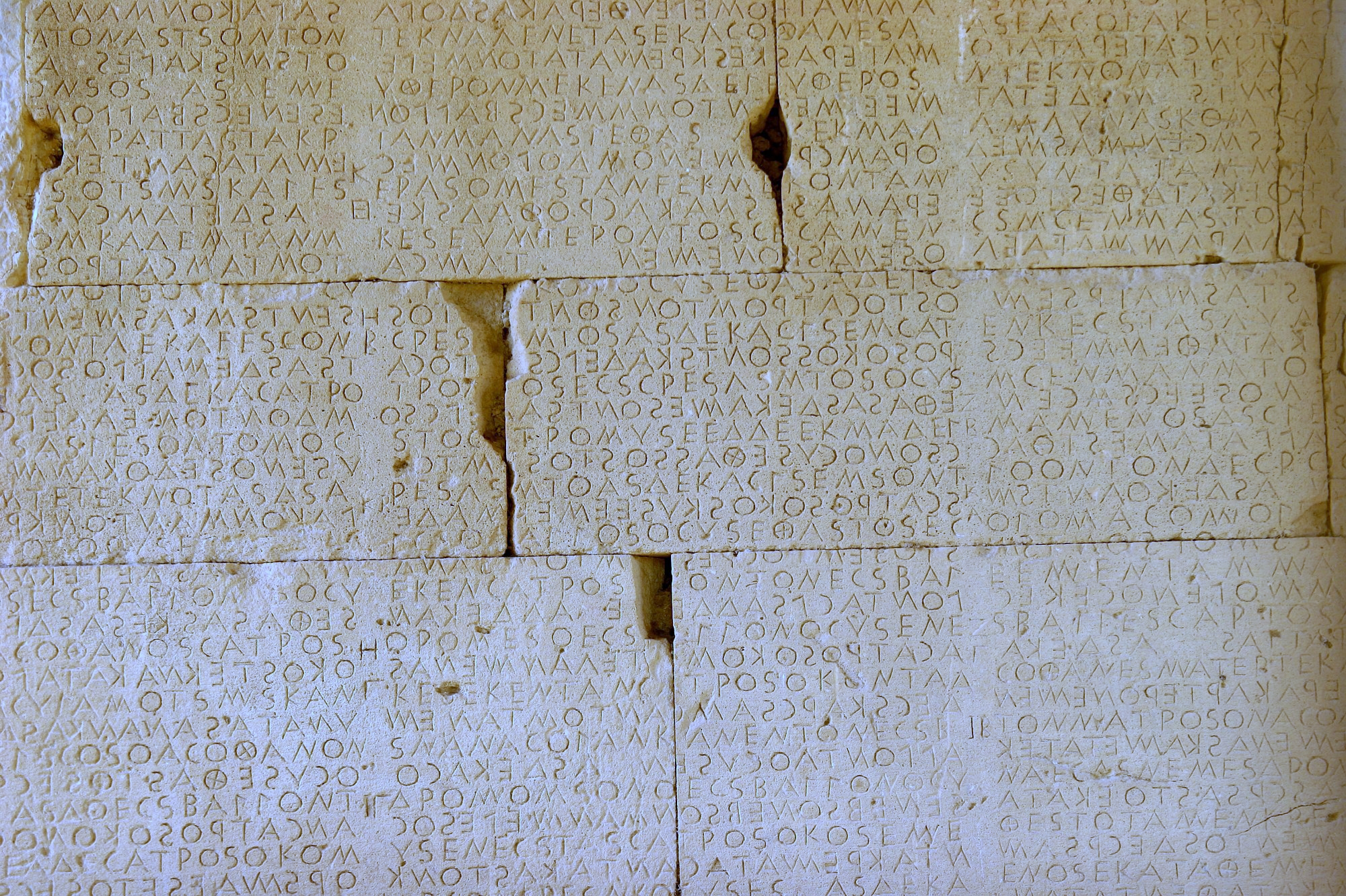
Steintafeln der Großen Inschrift

Zwischen 500 und 450 v. Chr. wird das Stadtrecht von Gortys auf der Insel Kreta auf 42 Steinblöcken schriftlich niedergelegt. Inhaltlich handelt es sich bei dieser längsten erhaltenen griechischen Inschrift eher um eine Art Novellierung älterer Gesetze als um eine Neukodifikation. Kodifiziert sind Regelungen aus dem Familienrecht, Erbrecht, Sachenrecht, Strafrecht und Prozessrecht. Der Text ist in einem altdorischen Dialekt verfasst und besteht aus zwölf Kolumnen mit je 53 bis 55 Zeilen, die Zeilenführung verläuft im Bustrophedon.
- um 450 v. Chr.: Die Odrysen gründen in Thrakien einen eigenen Staat.
- um 450 v. Chr.: Nach der zweiten Secessio plebis werden in Rom die Zwölftafelgesetze beschlossen.

#### Indischer Subkontinent
Um 450 wird das nördliche Königreich Kosala vom Nachbarstaat Magadha annektiert. 

### Wissenschaft und Technik
- um 450 v. Chr.: Der griechische Philosoph Demokrit prägt in Abdera den Begriff Atom.

### Kultur
- Die Statue Athena Promachos des Bildhauers Phidias wird in Athen aufgestellt.

- um 450 v. Chr.: Der Maler Polygnotos lebt in Athen.
- um 450 v. Chr.: Der aus Eleutherai stammende griechische Bildhauer Myron schafft die Athena-Marsyas-Gruppe, die auf der Athener Akropolis aufgestellt wird. Die Bronzestatue stellt die Göttin Athena und den Satyr Marsyas dar, der im Begriff ist, die von Athena erfundenen, dann aber entsetzt weggeworfenen Auloi aufzuheben.
- um 450 v. Chr.: Der antike griechische Geschichtsschreiber Herodot von Halikarnassos verfasst die erste bekannte Liste von Weltwundern.
- um 450 v. Chr.: In Mitteleuropa beginnt die Latènezeit. Sie löst die Hallstattzeit ab.
- um 450 v. Chr.: Mit den letzten Werken des Beldam-Malers endet die Schwarzfigurige Vasenmalerei in der Attischen Vasenmalerei und wird endgültig vom Rotfigurigen Stil abgelöst.

### Natur und Umwelt
- Der erdgeschichtliche Zeitabschnitt des Subboreal endet, das Subatlantikum beginnt.

## Geboren
- um 450 v. Chr.: Kallias III., reicher Athener Bürger († 371 v. Chr.)
- 450/444 v. Chr.: Aristophanes, griechischer Komödiendichter († um 380 v. Chr.)